# Communauté de communes du Pays vernois et du terroir de la truffe
La communauté de communes du Pays vernois et du terroir de la truffe (CCPVTT) est une ancienne structure intercommunale française — active de 2014 à 2016 — située dans le département de la Dordogne, en région Nouvelle-Aquitaine.

## Histoire
Le projet de fusion aboutissant à la communauté de communes du Pays vernois et du terroir de la truffe a été acté par l'arrêté préfectoral no 121281 du 21 novembre 2012, et sa création, officialisée par l'arrêté no 2013147-0003 du 27 mai 2013, lui-même complété par l'arrêté no 2013295-0001 du 22 octobre 2013, est effective le 1er janvier 2014.
Elle est issue de la fusion de la communauté de communes du Pays vernois et de la communauté de communes du Terroir de la truffe. Ce nouvel ensemble comprenait 20 communes (en 2016), soit une population municipale de 8 793 habitants au recensement de 2013, sur un territoire de 333,46 km2.
Au 1er janvier 2017, hormis Limeuil et Trémolat qui sont transférées respectivement vers la communauté de communes de la Vallée de l'Homme et vers la communauté de communes des Bastides Dordogne-Périgord, la communauté de communes du Pays vernois et du terroir de la truffe est dissoute et ses autres communes rejoignent la communauté d'agglomération Le Grand Périgueux.

## Administration
| Période      | Période       | Identité                | Étiquette | Qualité                                     |
| ------------ | ------------- | ----------------------- | --------- | ------------------------------------------- |
| janvier 2014 | avril 2014    | Jean-Pierre Saint-Amand | PS        | Maire de Lacropte (1989-2014)               |
| avril 2014   | décembre 2016 | Thierry Nardou          | PS        | Maire d'Église-Neuve-de-Vergt (depuis 2008) |

## Composition
Elle regroupait 21 communes jusqu'au 31 décembre 2015. Au 1er janvier 2016, l'intercommunalité est passée à 20 communes à la suite de la création de la commune nouvelle de Sainte-Alvère-Saint-Laurent Les Bâtons, formée par la fusion de Sainte-Alvère et de Saint-Laurent-des-Bâtons.
| Nom                                    | Code Insee | Gentilé          | Superficie (km2) | Population (dernière pop. légale) | Densité (hab./km2) |
| -------------------------------------- | ---------- | ---------------- | ---------------- | --------------------------------- | ------------------ |
| Vergt (siège)                          | 24571      | Vernois          | 32,52            | 1 637 (2014)                      | 50                 |
| Bourrou                                | 24061      | Bourrounais      | 9,13             | 128 (2014)                        | 14                 |
| Breuilh                                | 24065      | Breuilhois       | 10,26            | 275 (2016)                        | 27                 |
| Cendrieux                              | 24092      | Cendrieucois     | 30,23            | 584 (2016)                        | 19                 |
| Chalagnac                              | 24094      | Chalagnacois     | 14,15            | 425 (2014)                        | 30                 |
| Creyssensac-et-Pissot                  | 24146      | Creyssensacois   | 8,62             | 254 (2014)                        | 29                 |
| Église-Neuve-de-Vergt                  | 24160      | Neuveglisiens    | 7,43             | 515 (2014)                        | 69                 |
| Fouleix                                | 24190      | Fouleixois       | 10,94            | 236 (2014)                        | 22                 |
| Grun-Bordas                            | 24208      | Grun-Bordasiens  | 12,28            | 216 (2014)                        | 18                 |
| Lacropte                               | 24220      | Lacroptois       | 26,23            | 655 (2014)                        | 25                 |
| Limeuil                                | 24240      | Limeuillois      | 10,57            | 342 (2014)                        | 32                 |
| Paunat                                 | 24318      | Paunatois        | 18,28            | 307 (2014)                        | 17                 |
| Saint-Amand-de-Vergt                   | 24365      | Saint-Amandinois | 12,66            | 253 (2014)                        | 20                 |
| Saint-Mayme-de-Péreyrol                | 24459      | Saint-Maymois    | 10,75            | 279 (2014)                        | 26                 |
| Saint-Michel-de-Villadeix              | 24468      | Saint-Michellois | 14,17            | 322 (2014)                        | 23                 |
| Saint-Paul-de-Serre                    | 24480      | Saint-Paulois    | 10,44            | 268 (2014)                        | 26                 |
| Sainte-Alvère-Saint-Laurent Les Bâtons | 24362      |                  | 51,89            | 1 023 (2016)                      | 20                 |
| Salon                                  | 24518      | Salonais         | 16,97            | 272 (2014)                        | 16                 |
| Trémolat                               | 24558      | Trémolacois      | 14,03            | 616 (2014)                        | 44                 |
| Veyrines-de-Vergt                      | 24576      | Veyrinois        | 11,91            | 256 (2014)                        | 21                 |

## Représentation
Quinze communes disposaient d'un siège au conseil communautaire. Les plus peuplées en avaient plus (deux pour Cendrieux, Église-Neuve-de-Vergt, Lacropte et Trémolat, quatre pour Sainte-Alvère et sept pour Vergt), ce qui faisait un total de 34 conseillers communautaires.